# Teratolytta taurica
Teratolytta taurica is een keversoort uit de familie van oliekevers (Meloidae). De wetenschappelijke naam van de soort is voor het eerst geldig gepubliceerd in 2006 door  Bologna & Di Giulio.